# Spor med Titom in Stalinom
Spor med Titom in Stalinom ali sovjetsko-jugoslovanski spor je bil v letih po drugi svetovni vojni vrhunec spora med političnima vodstvoma Jugoslavije in Sovjetske zveze pod vodstvom Josipa Broza Tita oziroma Josifa Stalina. Čeprav sta obe strani nasprotovanja predstavili kot ideološki spor, je bil v enaki meri posledica geopolitičnega boja na Balkanu, v katerega so bile vpletene tudi Albanija, Bolgarija in komunistični upor v Grčiji, ki ga je podpirala Titova Jugoslavija, Sovjetska zveza pa se je od njega ogradila oz. mu je celo nasprotovala.
V letih po drugi svetovni vojni je Jugoslavija zasledovala gospodarske, notranje in zunanjepolitične cilje, ki niso bili skladni z interesi Sovjetske zveze in njenih zaveznikov iz vzhodnega bloka. Jugoslavija oziroma njeno vodstvo je še posebej upalo, da bo v jugoslovansko federacijo sprejelo sosednjo Albanijo. To je v albanskem političnem vodstvu spodbudilo vzdušje negotovosti in zaostrilo napetosti s Sovjetsko zvezo, ki si je prizadevala ovirati albansko-jugoslovansko integracijo. Jugoslovanska podpora komunističnim upornikom v Grčiji proti željam Sovjetske zveze je še dodatno zapletla politične razmere. Stalin je poskušal pritiskati na Jugoslavijo in umiriti njeno politiko, pri čemer je kot posrednika uporabljal Bolgarijo. Ko je leta 1948 konflikt med Jugoslavijo in Sovjetsko zvezo postal javen, je bil prikazan kot ideološki spor, da bi se izognili vtisu boja za oblast znotraj vzhodnega bloka.
Razkol je napovedal obdobje informbirojevskih čistk znotraj Komunistične partije Jugoslavije. Spremljala ga je znatna motnja v delovanju jugoslovanskega gospodarstva, ki je bilo do takrat odvisno od izmenjave dobrin z državami vzhodnega bloka. Spor je sprožil tudi strah pred bližajočo se sovjetsko invazijo in celo pred poskusom državnega udara s strani visokih vojaških voditeljev, povezanih s Sovjetsko zvezo, strah, ki so ga podžigali tisoči mejnih incidentov in vdorov, ki so jih organizirali Sovjeti in njihovi zavezniki. Ker Jugoslavija ni prejemala pomoči Sovjetske zveze in vzhodnega bloka, se je za gospodarsko in vojaško pomoč obrnila na Združene države Amerike.

## Ozadje

### Spor Tito-Stalin med drugo svetovno vojno
Med drugo svetovno vojno so odnose med jugoslovanskim partizanskim voditeljem Josipom Brozom Titom in sovjetskim voditeljem Josifom Stalinom zapletla različna zavezništva, ki jih je sklenila Sovjetska zveza, Stalinova želja po razširitvi sovjetskega vplivnega območja preko meja Sovjetske zveze in spopad med Titovo Komunistično partijo Jugoslavije (KPJ) in jugoslovansko vlado v izgnanstvu, ki jo je vodil kralj Peter II.
Sile osi so napadle Kraljevino Jugoslavijo 6. aprila 1941. Država se je 11 dni pozneje predala, vlada pa je pobegnila v tujino in se na koncu preselila v London. Nacistična Nemčija, fašistična Italija, Bolgarija in Madžarska so si priključile dele države. Preostalo ozemlje je bilo razdeljeno: večina je bila organizirana kot Neodvisna država Hrvaška (NDH), marionetna država, v kateri so bile nameščene nemške in italijanske sile, medtem ko je glavno mesto Beograd ostalo na nemško okupiranem ozemlju Srbije. Sovjetska zveza, ki je še vedno spoštovala pakt Molotov-Ribbentrop, je prekinila odnose z jugoslovansko vlado in si s pomočjo svojih obveščevalnih služb prizadevala ustanoviti novo komunistično organizacijo, neodvisno od KPJ v NDH. Sovjetska zveza je prav tako tiho odobrila prestrukturiranje Bolgarske delavske stranke. Zlasti sta bila nova organizacijska struktura in območje delovanja stranke prilagojena zaradi priključitve jugoslovanskih ozemelj k Bolgariji. Sovjeti so svojo podporo takim dejanjem preklicali šele septembra 1941 – precej po začetku invazije sil osi na Sovjetsko zvezo – po večkratnih protestih KPJ.
Junija 1941 je Tito obvestil Kominterno in Stalina o svojih načrtih za upor proti silam osi, vendar pa je Stalin izražal zadržke glede pogoste uporabe komunističnih simbolov pri Titovih partizanih. To je bilo posledica dejstva, da je Stalin na svoje zavezništvo z Združenim kraljestvom in Združenimi državami gledal kot na ključno protiutež uničevanju »demokratičnih svoboščin«, kakršnega so izvajale sile osi. Stalin je tako menil, da so se komunistične sile v Evropi, ki so jo okupirale sile osi, dejansko dolžne boriti za ponovno vzpostavitev demokratičnih svoboščin – četudi le začasno. V primeru Jugoslavije je to pomenilo, da je Stalin pričakoval, da se bo KPJ borila za obnovitev vlade v izgnanstvu. Podobno vizijo so imeli tudi ostanki Kraljeve jugoslovanske vojske pod vodstvom polkovnika Draža Mihailovića, ki so se kot četniški gverilska skupina zavzemali za obnovo jugoslovanske monarhije.
Oktobra 1941 se je Tito dvakrat srečal z Mihailovićem, da bi predlagal skupni boj proti silam osi. Tito mu je ponudil mesto načelnika generalštaba partizanskih sil, vendar je Mihailović ponudbo zavrnil. Do konca meseca je Mihailović sklenil, da so komunisti pravi sovražnik. Mihailovićevi četniki so se sprva borili proti partizanom in silam osi hkrati, a so v nekaj mesecih začeli sodelovati s silami osi proti partizanom. Do novembra so se partizani že borili proti četnikom in hkrati pošiljali sporočila v Moskvo, v katerih so protestirali proti sovjetski propagandi, ki je v nasprotju s stanjem na terenu hvalila Mihailovića.
Leta 1943 je Tito preoblikoval Antifašistični svet za narodno osvoboditev Jugoslavije (AVNOJ) v vsejugoslovansko posvetovalno in zakonodajno telo, obsodil vlado v izgnanstvu in prepovedal kralju Petru vrnitev v državo. Te odločitve so bile v nasprotju z izrecnim sovjetskim nasvetom, ki je Titu naročal, naj ne nasprotuje izgnanemu monarhu in njegovi vladi. Stalin je bil takrat na Teheranski konferenci in je potezo videl kot izdajo Sovjetske zveze. V letih 1944–1945 so Stalinova ponovna navodila komunističnim voditeljem v Evropi, naj sklenejo koalicije z meščanskimi politiki, v Jugoslaviji naletela na nejeverje. Ta šok je še okrepilo Stalinovo razkritje sporazuma o odstotkih presenečenemu Edvardu Kardelju, podpredsedniku jugoslovanske začasne vlade. Sporazum, ki sta ga sklenila Stalin in britanski premier Winston Churchill med moskovsko konferenco leta 1944, je vzhodnoevropske države razdelil na britansko in sovjetsko vplivno sfero – Jugoslavijo je enakomerno razdelil med obe.

### Ozemeljski spor za Trst in avstrijsko Koroško
V zadnjih dneh vojne so partizani zavzeli dele avstrijske Koroške in začeli napredovati čez predvojno italijansko ozemlje. Čeprav so zahodni zavezniki verjeli, da je napade v ozadju organiziral Stalin, jim je le-ta dejansko nasprotoval. Stalin se je bal predvsem padca avstrijske vlade Karla Rennerja, ki jo je podpirala Sovjetska zveza, ter da bi zaradi Trsta prišlo do širšega konflikta z zavezniki. Stalin je tako Titu ukazal naj se umakne s Koroške in Trsta, partizani pa so to tudi storili.
Kljub temu je Jugoslavija vztrajala pri svojih zahtevah do Italije in Avstrije. Ozemeljski spor v severozahodnem delu Istre in okoli mesta Trst je povzročil, da se je podpis mirovne pogodbe z Italijo zavlekel vse do leta 1947, kar je privedlo do ustanovitve neodvisnega Svobodnega tržaškega ozemlja (glej tudiː Londonski memorandum). To pa ni zadovoljilo Tita, saj si je prizadeval tudi za revizijo meja okoli Trsta in na Koroškem, zaradi česar so zahodni zavezniki v Trstu obdržali garnizijo, da bi preprečili jugoslovanski prevzem. Titovo nenehno vztrajanje pri prevzemu Trsta je Stalin videl tudi kot sramoto za italijansko komunistično partijo. Vendar so bili zahodni zavezniki neomajni, Trsta in Gorice ne bi prepustili niti bivši Kraljevini Jugoslaviji.

### Politične razmere v vzhodni Evropi, 1945–1948
Takoj po drugi svetovni vojni si je Sovjetska zveza prizadevala vzpostaviti svojo politično prevlado v vseh državah, ki jih je zavzela Rdeča armada, predvsem z vzpostavitvijo odvisnih koalicijskih vlad v vzhodnoevropskih državah. Enopartijska komunistična vladavina je bila na splošno težko dosegljiva, ker so bile komunistične stranke običajno precej majhne. Komunistični voditelji so strateški pristop videli kot začasen ukrep, dokler se okoliščine, ki bi omogočale izključno komunistično oblast, ne bi izboljšale. KPJ in Albanska komunistična partija (PKSH) sta uživali znatno podporo javnosti, ki je izhajala iz Titovega partizanskega gibanja v Jugoslaviji in Albanskega narodnoosvobodilnega gibanja. Medtem ko je bila Titova Federativna ljudska republika Jugoslavija v zadnjih mesecih vojne in prvih nekaj povojnih letih pod sovjetskim vplivom, jo je Stalin večkrat razglasil za državo zunaj sovjetske interesne sfere in jo obravnaval kot satelitsko državo. Drugačna obravnava v primerjavi s preostalo vzhodno Evropo je bila poudarjena pred sovjetsko ofenzivo oktobra 1944; to ofenzivo so podprli tudi Titovi partizani. Uspešna ofenziva je na koncu izrinila Wehrmacht in njene zaveznike iz severne Srbije in privedla do zavzetja Beograda. Tretja ukrajinska fronta maršala Fjodorja Tolbuhina je morala za vstop v Jugoslavijo zaprositi Titovo začasno vlado za formalno dovoljenje in sprejeti jugoslovansko civilno oblast na vsem osvobojenem ozemlju. 

## Poslabšanje odnosov

### Jugoslovanska zunanja politika, 1945–1947
Ko se je Tito aprila 1945 v Moskvi srečal s Stalinom, sta Sovjetska zveza in Jugoslavija podpisali sporazum o prijateljstvu. Kljub razlikam v pristopu do vzpostavitve komunistične ali socialistične družbene ureditve sta državi vzpostavili dobre dvostranske odnose. Leta 1945 se je Jugoslavija zaradi pomanjkanja hrane zanašala na pomoč Uprave Združenih narodov za pomoč in rehabilitacijo (UNRRA), vendar je veliko večjo notranjo publiciteto namenila sorazmerno manjši sovjetski pomoči. 10. januarja 1945 je Stalin jugoslovansko zunanjo politiko označil za nerazumno zaradi njenih ozemeljskih zahtev do večine sosed, vključno z Madžarsko, Avstrijo in Svobodnega tržaškega ozemlja (ter s tem Italijo), ki je bilo izvzeto iz predvojnega italijanskega ozemlja. Tito je nato v enem izmed svojih govorov kritiziral Sovjetsko zvezo, ker ni podprla njegovih ozemeljskih zahtev. Soočenje z zahodnimi zavezniki se je zaostrilo avgusta 1946, ko so jugoslovanska lovska letala povzročila strmoglavljenje ameriškega letala Douglas C-47 Skytrain blizu Ljubljane in sestrelila še eno nad Bledom. V teh dveh incidentih, ki sta se zgodila v razmiku desetih dni, je bilo zajetih deset ljudi, pet članov posadke pa je izgubilo življenje. Zahodni zavezniki so pri tem zmotno verjeli, da je Stalin spodbujal Titovo vztrajnost; Stalin se je v resnici želel izogniti zaostrovanju odnosov z Zahodom.
Tito si je prizadeval tudi za vzpostavitev regionalne prevlade nad južnimi sosedami Jugoslavije – Albanijo, Bolgarijo in Grčijo. Prvi poskusi v tej smeri so se zgodili leta 1943, ko je propadel predlog za regionalni štab za koordinacijo nacionalnih partizanskih akcij. Tito, ki je jugoslovanski del partizanov videl kot nadrejenega, je zavrnil kakršen koli načrt, ki bi drugim nacionalnim gibanjem dal enakopravno besedo. Predvojna delitev Makedonije na Vardarsko, Pirinsko in Egejsko Makedonijo – ki so jih nadzorovale Jugoslavija, Bolgarija oziroma Grčija – je zapletla regionalne odnose. Prisotnost znatnega števila etničnih Albancev v jugoslovanski regiji Kosovo je odnose še dodatno ovirala. Leta 1943 je PKSH predlagala prenos Kosova k Albaniji, a se je soočila s protipredlogom: vključitvijo Albanije v bodočo jugoslovansko federacijo. Tito in prvi sekretar PKSH Enver Hoxha sta idejo ponovno preučila leta 1946 in se dogovorila o združitvi obeh držav. 
Po vojni si je Tito še naprej prizadeval za prevlado v regiji. Leta 1946 sta Albanija in Jugoslavija podpisali pogodbo o medsebojni pomoči in carinske sporazume, s čimer sta Albanijo skoraj v celoti vključili v jugoslovanski gospodarski sistem. V Albanijo je bilo poslanih skoraj tisoč jugoslovanskih strokovnjakov za gospodarski razvoj, v Centralni komite PKSH pa je bil dodan predstavnik KPJ. Vojski obeh držav sta sodelovali tudi pri miniranju Krfskega kanala oktobra 1946; v akciji, ki je poškodovala dva rušilca Britanske kraljeve mornarice in povzročila 44 mrtvih in 42 ranjenih. Čeprav je Sovjetska zveza že prej nakazala, da bo z Albanijo poslovala le prek Jugoslavije, je Stalin Jugoslovane posvaril, naj ne hitijo z združitvijo.
Avgusta 1947 sta Bolgarija in Jugoslavija brez posvetovanja s Sovjetsko zvezo na Bledu podpisali pogodbo o prijateljstvu in medsebojni pomoči, zaradi česar jo je sovjetski zunanji minister Vjačeslav Molotov razglasil za neveljavno. Kljub temu so Sovjeti, ko je bil septembra ustanovljen Informbiro, da bi olajšal mednarodne komunistične dejavnosti in komunikacijo, odkrito oglaševali Jugoslavijo kot model, ki bi ga lahko posnemal vzhodni blok. Od leta 1946 so notranja poročila sovjetskega veleposlaništva v Beogradu začela jugoslovanske voditelje prikazovati v vse bolj negativni podobi.

### Združitev z Albanijo in podpora grškim upornikom
Sovjetska zveza je sredi leta 1947 začela pošiljati svoje svetovalce v Albanijo, kar je Tito videl kot grožnjo nadaljnji integraciji Albanije v Jugoslavijo. Premik je pripisal boju za oblast znotraj centralnega komiteja PKSH, v katerem so bili Hoxha, notranji minister Koçi Xoxe in minister za gospodarstvo in industrijo Naco Spiru. Spiru je veljal za glavnega nasprotnika povezav z Jugoslavijo in se je zavzemal za tesnejše vezi med Albanijo in Sovjetsko zvezo. Na pobudo jugoslovanskih obtožb in Xoxeja je Hoxha sprožil preiskavo proti Spiruju. Nekaj dni kasneje je Spiru umrl v nejasnih okoliščinah; njegova smrt je bila uradno razglašena za samomor. Po Spirujevi smrti je potekala vrsta srečanj jugoslovanskih in sovjetskih diplomatov ter uradnikov o vprašanju integracije, ki so dosegla vrhunec s srečanjem med Stalinom in funkcionarjem KPJ Milovanom Đilasom decembra 1947 in januarja 1948. S sklenitvijo je Stalin podprl vključitev Albanije v Jugoslavijo, pod pogojem, da se to odloži za bolj primeren čas in se izvede s soglasjem Albancev. Še vedno ni jasno, ali je Stalin vključitev iskreno podpiral ali pa je le zavlačeval. Ne glede na to je Đilas Stalinovo podporo dojemal kot pristno.
Jugoslovanska podpora Grški komunistični partiji (KKE) in Demokratični armadi Grčije (DSE) pod vodstvom KKE v grški državljanski vojni je posredno spodbudila Albance k tesnejšim stikom z Jugoslavijo. Državljanska vojna v Grčiji je okrepila albansko prepričanje, da Grčija ogroža jugoslovansko in albansko mejo. Poleg tega je DSE obljubila, da bo Jugoslaviji odstopila Egejsko Makedonijo v zameno za jugoslovansko podporo, ko bo prišla na oblast v Grčiji. V državi je potekala operacija Združenih držav Amerike za zbiranje obveščevalnih podatkov. Leta 1947 je bilo v osrednji Albaniji iz zraka spuščenih dvanajst agentov (ki jih je usposobila britanska tajna obveščevalna služba), da bi sprožili upor, kar pa se na koncu ni zgodilo. Jugoslovani so upali, da bo zaznana grška grožnja povečala podporo Albancev integraciji z Jugoslavijo. Sovjetski odposlanci v Albaniji so ocenili, da je bil poskus vzbujanja strahu pred Grki pri Albancih uspešen, skupaj z zaznavo, da se Albanija ne more sama braniti, čeprav so sovjetski viri nakazovali, da ni bilo dejanske grožnje grškega napada na Albanijo. Ker je bilo veliko borcev DSE etničnih Makedoncev, je Tito menil, da bi sodelovanje z DSE lahko Jugoslaviji omogočilo priključitev grškega ozemlja s širitvijo v Egejsko Makedonijo, tudi če DSE ne bi uspela prevzeti oblasti.
Kmalu po srečanju Đilasa in Stalina je Tito Hodži predlagal, da bi Albanija Jugoslaviji dovolila uporabo vojaških oporišč v bližini Korče, blizu albansko-grške meje, za obrambo pred morebitnim grško-angloameriškim napadom. Do konca januarja je Hoxha idejo sprejel. Poleg tega je Xoxe nakazal, da je bila integracija albanske in jugoslovanske vojske odobrena. Čeprav naj bi zadeva potekala tajno, so Sovjeti za načrt izvedeli od vira v albanski vladi.

### Federacija z Bolgarijo
Konec leta 1944 je Stalin prvič predlagal jugoslovansko-bolgarsko federacijo, ki bi vključevala dualistično državo, v kateri bi bila Bolgarija ena polovica federacije, Jugoslavija (ki bi bila nadalje razdeljena na svoje republike) pa druga. Jugoslovansko stališče je bilo, da je federacija mogoča, vendar le, če bi bila Bolgarija ena od sedmih federalnih enot in če bi Pirinska Makedonija pripadla nastajajoči jugoslovanski federalni enoti Makedoniji. Ker se strani nista mogli dogovoriti, ju je Stalin januarja 1945 povabil v Moskvo na arbitražo – najprej je podprl bolgarsko stališče – in nekaj dni kasneje prešel na jugoslovansko stališče. Končno je britanska vlada 26. januarja bolgarske oblasti posvarila pred kakršnim koli federalnim dogovorom z Jugoslavijo, preden Bolgarija podpiše mirovno pogodbo z zavezniki. Na Titovo olajšanje nato namere o ustanovitvi federacije niso uspele.
Tri leta pozneje, leta 1948, ko sta se Tito in Hodža pripravljala na napotitev Jugoslovanske ljudske armade v Albanijo, je vodja Bolgarske delavske stranke Georgi Dimitrov zahodnim novinarjem govoril o preoblikovanju vzhodnega bloka v federalno organizirano državo. Pri tem je Grčijo uvrstil na seznam »ljudskih demokracij«, kar je povzročilo zaskrbljenost na Zahodu in v Sovjetski zvezi. Tito je želel Jugoslavijo od te ideje distancirati, vendar so Sovjeti začeli verjeti, da so na Dimitrovove izjave vplivali jugoslovanski nameni na Balkanu. 1. februarja 1948 je Molotov jugoslovanskemu in bolgarskemu voditelju naročil, naj do 10. februarja na pogovore v Moskvo pošljejo vsak svojo delegacijo. 5. februarja, le nekaj dni pred načrtovanim srečanjem s Stalinom, je DSE začela splošno ofenzivo in štiri dni pozneje obstreljevala Solun.

### Srečanje s Stalinom februarja 1948
Na Molotovov poziv je Tito v Moskvo poslal Kardelja in predsednika Izvršnega sveta Ljudske republike Hrvaške Vladimirja Bakarića, kjer sta se pridružila Đilasu. Stalin je grajal Jugoslavijo in Dimitrova, ker sta s podpisom Blejskega sporazuma ignorirala Sovjetsko zvezo, in zaradi Dimitrovovega poziva k vključitvi Grčije v hipotetično federacijo z Bolgarijo in Jugoslavijo. Zahteval je tudi konec upora v Grčiji, saj je trdil, da bi lahko vsaka nadaljnja podpora komunističnim gverilcem tam vodila v širši konflikt z Združenimi državami in Združenim kraljestvom. Z omejevanjem svoje podpore DSE se je Stalin držal sporazuma o odstotkih, neformalnega dogovora, ki sta ga Stalin in Winston Churchill oktobra 1944 sklenila v Moskvi in s katerim je Grčijo postavil v britansko sfero vpliva.
Stalin je zahteval tudi takojšnjo federacijo, ki bi jo sestavljali Bolgarija in Jugoslavija. Po Stalinovem mnenju naj bi se Albanija pridružila kasneje. Hkrati je izrazil podporo podobnim združitvam Madžarske in Romunije ter Poljske in Češkoslovaške. Jugoslovanski in bolgarski udeleženci srečanja so priznali napake, Stalin pa je Kardelja in Dimitrova prisilil k podpisu pogodbe, ki je Jugoslavijo in Bolgarijo zavezovala k posvetovanju s Sovjetsko zvezo o vseh zunanjepolitičnih vprašanjih. Politbiro KPJ se je tajno sestal 19. februarja in se odločil proti kakršni koli federaciji z Bolgarijo. Dva dni pozneje so se Tito, Kardelj in Đilas sestali z Nikosom Zachariadisom, generalnim sekretarjem KKE. Zachariadisa so obvestili, da Stalin nasprotuje oboroženemu boju KKE, vendar so kljub temu obljubili nadaljnjo jugoslovansko podporo.
Centralni komite KPJ se je sestal 1. marca in opozoril, da bo Jugoslavija ostala neodvisna le, če se bo uprla sovjetskim načrtom za gospodarski razvoj vzhodnega bloka. Sovjetska zveza je jugoslovanski petletni razvojni načrt opazovala z nelagodjem, ker ni bil usklajen s potrebami vzhodnega bloka, temveč je dajal prednost razvoju, ki je temeljil izključno na lokalnih razvojnih potrebah. Centralni komite je prav tako zavrnil možnost federacije z Bolgarijo, saj jo je pojmoval kot obliko taktike trojanskega konja, in se odločil nadaljevati z obstoječo politiko do Albanije. Član politbiroja in vladni minister Sreten Žujović, ki se ni udeležil seje 19. februarja, se je udeležil sestanka 1. marca in o tem obvestil Sovjete.
V Albaniji je Xoxe na plenarnem zasedanju 26. februarja - 8. marca iz Centralnega komiteja PKSH odstranil vse protijugoslovanske sile. Centralni komite PKSH je sprejel resolucijo, da je uradna albanska politika projugoslovanska. Albanske oblasti so sprejele dodaten tajni dokument, v katerem so podrobno opisane načrtovane združitve albanske in jugoslovanske vojske, pri čemer so kot razlog navedli grožnjo grške invazije in trdili, da je prisotnost jugoslovanskih čet na albansko-grški meji »nujna«. V odgovor na te poteze so Sovjeti 18. marca iz Jugoslavije umaknili vse vojaške svetovalce.

## Stalinova pisma in odprt konflikt

### Prvo pismo
27. marca je Stalin poslal svoje prvo pismo, naslovljeno na Tita in Kardelja, v katerem je spor opredelil kot ideološki. Stalin je v pismu Tita in Kardelja, pa tudi Đilasa, Svetozarja Vukmanovića, Borisa Kidriča in Aleksandra Rankovića označil za »sumljive marksiste«, odgovorne za protisovjetsko vzdušje v Jugoslaviji. Stalin je kritiziral tudi jugoslovansko politiko glede varnosti, gospodarstva in političnih imenovanj. Še posebej je zameril namigovanju, da je bila Jugoslavija bolj revolucionarna kot Sovjetska zveza, in jo primerjal s stališči in usodo Leva Trockega. Namen pisma je bil pozvati zveste komuniste, naj odstranijo »dvomljive marksiste«. Sovjeti so vzdrževali stike z Žujovićem in nekdanjim ministrom za industrijo Andrijo Hebrangom ter v začetku leta 1948 naročili Žujoviću, naj Tita odstavi. Upali so, da bodo Žujoviću v primeru uspešnega prevrata lahko zagotovili mesto generalnega sekretarja KPJ, Hebrangu pa mesto predsednika vlade.
Da bi sestavil pismo v odgovor Stalinu, je Tito 12. aprila sklical Centralni komite KPJ. Tito je Stalinove trditve zavrnil in jih označil za klevetanje in dezinformacije. Poudaril je tudi dosežke KPJ na področju nacionalne neodvisnosti in enakopravnosti. Žujović je bil edini, ki je na sestanku nasprotoval Titu. Zavzemal se je za vključitev Jugoslavije v Sovjetsko zvezo in se spraševal, kakšen bo prihodnji položaj države v mednarodnih odnosih, če se zavezništvo med državama ne bo ohranilo. Tito je pozval k ukrepanju proti Žujoviću in Hebrangu. Obsodil je Hebranga in trdil, da so bila njegova dejanja glavni razlog za sovjetsko nezaupanje. Da bi ga diskreditirali, so si izmislili obtožbe, da je Hebrang med ujetništvom leta 1942 postal vohun za hrvaško ultranacionalistično in fašistično ustaško gibanje in da so ga Sovjeti nato s temi informacijami izsiljevali. Žujovića in Hebranga so nato v teku enega tedna tudi aretirali.

### Drugo pismo
4. maja je Stalin poslal drugo pismo KPJ. Zanikal je, da je bilo sovjetsko vodstvo napačno obveščeno o razmerah v Jugoslaviji, in trdil, da so bila nesoglasja načelne narave. Zanikal je tudi, da je bil Hebrang sovjetski vir v KPJ, vendar je potrdil, da je Žujović res bil. Stalin je podvomil v obseg dosežkov KPJ in trdil, da je uspeh katere koli komunistične stranke odvisen od pomoči Rdeče armade – kar je posredno kazalo na to, da je sovjetska vojska bistvena za to, ali KPJ lahko ohrani oblast ali ne. Nazadnje je predlagal, da se zadeva predloži Informbiroju. V odgovoru na drugo pismo sta Tito in Kardelj zavrnila arbitražo Informbiroja in Stalina obtožila, da lobira pri drugih komunističnih strankah, da bi vplival na izid spora. 

### Tretje pismo in resolucija Informbiroja
19. maja je Tito za jugoslovansko delegacijo prejel povabilo, naj se udeleži sestanka Informbiroja, da bi razpravljali o razmerah v zvezi s KPJ, vendar je Centralni komite KPJ naslednji dan povabilo zavrnil. Stalin je nato poslal svoje tretje pismo, tokrat naslovljeno na Tita in Hebranga, v katerem je zapisal, da bi neuspeh pri nastopu v imenu KPJ pred Informbirojem pomenil tiho priznanje krivde. 19. junija je KPJ prejela uradno povabilo na srečanje Informbiroja v Bukarešti, ki naj bi bilo dva dni pozneje. Vodstvo KPJ je obvestilo Informbiro, da ne bodo poslali nobenih delegatov.
Informbiro je svojo resolucijo o KPJ objavil 28. junija in s tem razkril spor. V resoluciji je kritiziral KPJ zaradi antisovjetizma in ideoloških napak, pomanjkanja demokracije v stranki in nezmožnosti sprejemanja kritike. Poleg tega je Informbiro KPJ obtožil nasprotovanja strankam znotraj organizacije, odcepitve od enotne socialistične fronte, izdaje mednarodne solidarnosti delavskega ljudstva in zavzemanja nacionalistične drže. Na koncu resolucije je bila KPJ razglašena kot izključena iz Kominforma. V resoluciji je bilo navedeno, da obstajajo »zdravi« člani KPJ, katerih zvestoba se bo merila po njihovi pripravljenosti, da strmoglavijo Tita in njegovo vodstvo – pri čemer se pričakuje, da bo to doseženo izključno zaradi Stalinove karizme. Stalin je pričakoval, da se bo KPJ umaknila, žrtvovala »dvomljive marksiste« in se ponovno povezala z njim.

## Posledice
Soočen z izbiro med uporom ali podreditvijo Stalinu, se je Tito odločil za prvo; verjetno je pri tem računal na široko podporo, s partizanskim gibanjem zgrajene, baze KPJ. Ocenjuje se, da je do 20 odstotkov članstva KPJ podpiralo Stalina namesto Tita. Vodstvo stranke je to opazilo kar je privedlo do obsežnih čistk, ki so šle daleč preko najbolj vidnih tarč, kot sta Hebrang in Žujović. Te čistke so postale znane kot obdobje informbiroja, kar pomeni »obdobje kominforma«. Pravi ali domnevni Stalinovi podporniki so bili poimenovani »kominformisti« ali »ibeovci«, kar je slabšalna začetnica, ki temelji na prvih dveh besedah v uradnem imenu Kominforma – Informacijski urad komunistične in delavske stranke. Tisoče oseb so zaprli, ubili ali izgnali. Po Rankovićevih besedah je bilo ubitih, zaprtih ali obsojenih na prisilno delo 51.000 ljudi. Leta 1949 so na nenaseljenih jadranskih otokih Goli otok in Sveti Grgur zgradili namenska taborišča za moške in ženske kominformiste.

### Ameriška pomoč Jugoslaviji
Jugoslavija se je zaradi razkola soočila s precejšnimi gospodarskimi težavami, saj je bilo njeno plansko gospodarstvo odvisno od neovirane trgovine s Sovjetsko zvezo in vzhodnim blokom. Strah pred vojno s Sovjetsko zvezo je povzročil visoko rast vojaških izdatkov – leta 1952 so se povzpeli na 21,4 odstotka nacionalnega dohodka. Združene države so razkol razumele kot priložnost za zmago v hladni vojni, vendar so bile previdne, negotove, ali bo razkol trajen ali se bo jugoslovanska zunanja politika pod sovjetskim pritiskom vseeno spremenila.
Jugoslavija je Združene države Amerike prvič zaprosila za pomoč poleti 1948. Decembra je Tito napovedal, da bodo na Zahod v zameno za povečano trgovino pričeli dobavljati različne strateške surovine. Februarja 1949 so se ZDA odločile, da Titu zagotovijo gospodarsko pomoč. V zameno so ZDA zahtevale prenehanje jugoslovanske pomoči DSE, nemudoma, ko bi notranje razmere v Jugoslaviji to dopuščale, ne da bi to pri tem ogrozilo Titov položaj. Državni sekretar Dean Acheson je na koncu zavzel stališče, da mora jugoslovanski petletni načrt uspeti, če želi Tito slaviti nad Stalinom. Acheson je prav tako trdil, da je podpora Titu v interesu Združenih držav, ne glede na naravo Titovega režima. Ameriška pomoč je Jugoslaviji pomagala premagati slabe letine v letih 1948, 1949 in 1950, vendar država pred letom 1952 skoraj ni občutila gospodarske rasti. Tito je prejel podporo ZDA tudi pri uspešni kandidaturi Jugoslavije za sedež v Varnostnem svetu Združenih narodov leta 1949, kljub sovjetskemu nasprotovanju.
Leta 1949 so Združene države Jugoslaviji zagotovile posojila, jih leta 1950 povečale in nato zagotovile velike subvencije. Jugoslovani so se sprva izogibali iskanju vojaške pomoči od ZDA, saj so menili, da bi to Sovjetom dalo izgovor za invazijo. Do leta 1951 so se jugoslovanske oblasti prepričale, da je sovjetski napad neizogiben ne glede na vojaško pomoč Zahoda. Posledično je bila Jugoslavija vključena v Program medsebojne obrambne pomoči.

### Sovjetska dejanja in spodleteli vojaški udar
Ko je konflikt leta 1948 postal javen, je Stalin začel propagandno kampanjo proti Titu. Zavezniki Sovjetske zveze so blokirali svoje meje z Jugoslavijo; prišlo je do 7877 mejnih incidentov. Do leta 1953 so sovjetski ali s strani Sovjetov podprti vdori povzročili smrt 27 pripadnikov jugoslovanskih varnostnih služb. Ni jasno, ali so Sovjeti po razpadu Jugoslavije načrtovali kakršno koli vojaško posredovanje. Madžarski generalmajor Béla Király, ki je leta 1956 prebegnil v Združene države Amerike, je trdil, da so takšni načrti obstajali. Poznejša raziskava madžarskega zgodovinarja Lászla Ritterja je oporekala Királyjevi trditvi. Ritter je svoje mnenje utemeljil z odsotnostjo kakršnega koli arhivskega gradiva nekdanje Sovjetske zveze ali Varšavskega pakta, ki bi dokumentiralo takšne načrte, in dodal, da sta sovjetska in madžarska vojska načrtovali napad zahodnih zaveznikov prek Jugoslavije, ki bi ga lahko podprle jugoslovanske sile. Pomemben del teh priprav je bila gradnja obsežnih utrdb vzdolž madžarsko-jugoslovanske meje. Jugoslovani so verjeli, da je sovjetska invazija verjetna ali neizbežna, in so temu primerno pripravili obrambne načrte. Sporočilo, ki ga je Stalin poslal češkoslovaškemu predsedniku Klementu Gottwaldu kmalu po srečanju Informbiroja junija 1948, nakazuje, da je bil Stalinov cilj izolirati Jugoslavijo – s čimer bi povzročil njen propad – namesto da bi strmoglavil Tita. V prizadevanju, da bi diskreditirali Tita, so Sovjeti pomagali Bolgariji vzpostaviti tri obveščevalne postojanke vzdolž meje z Jugoslavijo – v Vidinu, Slivnici in Dupnici . Njihov namen je bil vzpostaviti kanale za distribucijo propagandnega gradiva proti Titu in vzdrževati povezave s podporniki Informbiroja v Jugoslaviji. Možno je tudi, da je Stalina od posredovanja odvrnil odziv Združenih držav na izbruh korejske vojne leta 1950.
Takoj po razkolu je bil razkrit tudi vsaj en neuspešen poskus jugoslovanskega vojaškega udara, ki so ga podprli Sovjeti. Vodili so ga načelnik Generalštaba generalpolkovnik Arso Jovanović, generalmajor Branko Petričević Kadja in polkovnik Vladimir Dapčević. Zaroto so preprečili, pri čemer so mejni policisti blizu Vršca ubili Jovanovića, medtem ko je poskušal pobegniti v Romunijo. Petričevića so aretirali v Beogradu, Dapčevića pa ravno tik pred prečkanjem madžarske meje. Leta 1952 je sovjetsko ministrstvo za državno varnost načrtovalo atentat na Tita z biološkim sredstvom in strupom s kodnim imenom Mrlič, vendar je Stalin umrl leta 1953, preden so zaroto lahko tudi dejansko izvedli.
V politiki vzhodnega bloka je razhod z Jugoslavijo privedel do obsodbe in pregona domnevnih titoistov, kar je bilo namenjeno krepitvi Stalinovega nadzora nad komunističnimi strankami bloka. Privedli so do demonstracijskih sojenj visokim uradnikom, kot so Xoxe, generalni sekretar Komunistične partije Češkoslovaške Rudolf Slánský, madžarski notranji in zunanji minister László Rajk ter generalni sekretar Centralnega komiteja Bolgarske delavske stranke Traicho Kostov. Poleg tega sta se Albanija in Bolgarija oddaljili od Jugoslavije in se popolnoma podredili Sovjetski zvezi. Ne glede na zanašanje DSE na Jugoslavijo se je tudi KKE postavila na stran Informbiroja in izjavila svojo podporo razdrobljenosti Jugoslavije ter neodvisnosti Makedonije. Julija 1949 je Jugoslavija prekinila podporo grškim gverilcem in DSE je nato skoraj takoj razpadla.

## Zaključek spora
Spor je sčasoma zvodenel, popolnoma pa se je zaključil šele po Stalinovi smrti leta 1953, pri čemer obstajajo teorije, da naj bi pri smrti bila udeležena tudi Tito in Lavrentij Berija, takratni šef zloglasne NKVD. Do otoplitve odnosov med Jugoslavijo in Sovjetsko zvezo je nato prišlo v času Nikite Hruščova; uradno je bila epizoda končana leta 1955 s podpisom Beograjske deklaracije.